# Raión de Glyboka
Raión de Glyboka (en ucraniano: Глибоцький район, en rumano: Raionul Adâncata) es un antiguo raión o distrito de Ucrania en el óblast de Chernivtsi. 
Comprende una superficie de 673 km².
La capital era la ciudad de Glyboka.

## Demografía
Según estimación 2010 contaba con una población total de 70500 habitantes.

## Otros datos
El código KOATUU era 7321000000. El código postal 60400 y el prefijo telefónico +380 3734.